# Michał Wyrostkiewicz
Michał Wojciech Wyrostkiewicz (ur. 21 kwietnia 1974 w Szczebrzeszynie) – polski antropolog, medioznawca, teolog, dr hab. nauk teologicznych o specjalności teologia moralna, nauczyciel akademicki.

## Życiorys
W 2000 ukończył studia teologiczne na Katolickim Uniwersytecie Lubelskim. W 2005 uzyskał stopień naukowy doktora, a w 2016 stopień doktora habilitowanego. W roku 2011 skończył studia edytorskie w Instytucie Badań Literackich Polskiej Akademii Nauk.
Jest profesorem nadzwyczajnym na Wydziale Teologii Katolickiego Uniwersytetu Lubelskiego Jana Pawła II. Jest członkiem m.in. Towarzystwa Naukowego KUL, Sekcji Polskich Teologów Moralistów.

## Publikacje
Jest autorem licznych publikacji z zakresu teologii moralnej, antropologii, etyki i aksjologii komunikacji oraz eksploatowania informacji.
Aktualny spis publikacji oraz innych osiągnięć na uczelnianej stronie  Michała Wyrostkiewicz.